# Йоахим фон Лупфен-Щюлинген
Йоахим фон Лупфен-Щюлинген (на немски: Joachim von Lupfen-Stühlingen; * 15 март 1523; † 12 януари 1562) от стария благороднически швабски род на графовете на Лупфен, е граф на Лупфен и ландграф на Щюлинген в Баден-Вюртемберг.

## Произход и наследство
Той е единственият син на граф Георг фон Лупфен (1494 – 1546) и съпругата му Анна фон Ербах-Ербах († 1551), дъщеря на Еразмус I фон Ербах-Ербах († 1503) и Елизабет фон Верденберг-Сарганс († 1536). Внук е на ландграф Хайнрих III фон Лупфен-Щюлинген (1462 – 1521) и Хелена фон Раполтщай-Хоенак-Геролдсек (1466 – сл. 1521). Племенник е на Йохан фон Лупфен († 1551), епископ на Констанц (1532 – 1537).
Със смъртта на синът му Хайнрих IV на 26 декември 1582 г. на 40 години, линията Щюлинген изчезва и тяхната собственост отива на маршалите от Папенхайм. Дворец Бондорф и замък Розенег (Хегау) отиват чрез дъщеря му, графиня Маргарета фон Лупфен († 1588), на нейния съпруг Петер фон Мьоршперг и Бефорт.

## Фамилия
Йоахим фон Лупфен се жени за Анна Магдалена фон Хоенгеролдсек (1525 – 1589), дъщеря на Ганголф II фон Хоенгеролдсек († сл. 1544) и графиня Анна фон Линдов-Рупин († 1528). Те имат две деца:
- Хайнрих IV фон Лупфен-Щюлинген (* 6 октомври 1543; † 26 декември 1582), последният граф на Лупфен, ландграф на Щюлинген, женен за Анна фон Валдбург († 5 октомври 1607), която се омъжва втори път (10 февруари 1592) за Петер фон Мьоршперг и Бефорт
- Маргарета фон Лупфен († 12 октомври 1588), омъжена за Петер фон Мьоршперг и Бефорт (* пр. 1555; † октомври 1594), който се жени втори път (10 февруари 1592) за Анна фон Валдбург, вдовицата на нейния брат